# Bryophilopsis simplex
Bryophilopsis simplex är en fjärilsart som beskrevs av Emilio Berio 1956/57. Bryophilopsis simplex ingår i släktet Bryophilopsis och familjen trågspinnare. Inga underarter finns listade i Catalogue of Life.